# Spinochactas mitaraka
Espèce
Spinochactas mitaraka est une espèce de scorpions de la famille des Chactidae.

## Distribution
Cette espèce est endémique de Guyane. Elle se rencontre vers Maripasoula à 640 m d'altitude dans le massif du Mitaraka.

## Description
La femelle holotype mesure 12,9 mm.

## Systématique et taxinomie
Cette espèce a été décrite par Lourenço en 2016.

## Étymologie
Son nom d'espèce lui a été donné en référence au lieu de sa découverte, le massif du Mitaraka.

## Publication originale
- Lourenço, 2016 : « Scorpions from the Mitaraka Massif in French Guiana: Description of one new genus and species (Scorpiones: Chactidae). » Comptes Rendus Biologies, vol. 399, no 3/4, p. 141-146.